# Pusha T
Pusha T, de son vrai nom Terrence LeVarr Thornton, né le 13 mai 1977 dans le Bronx à New York, est un rappeur américain originaire de Virginia Beach, en Virginie. Il a d'abord fait carrière au sein du groupe Clipse, avec son frère No Malice (en). Il est par ailleurs président du label fondé par Kanye West, GOOD Music. Il annonce, en février 2020, la création de son propre label basé en Virginie : Heir Wave Music Group, dont il est également président.

## Biographie

### 1977–2009: jeunesse et début de carrière

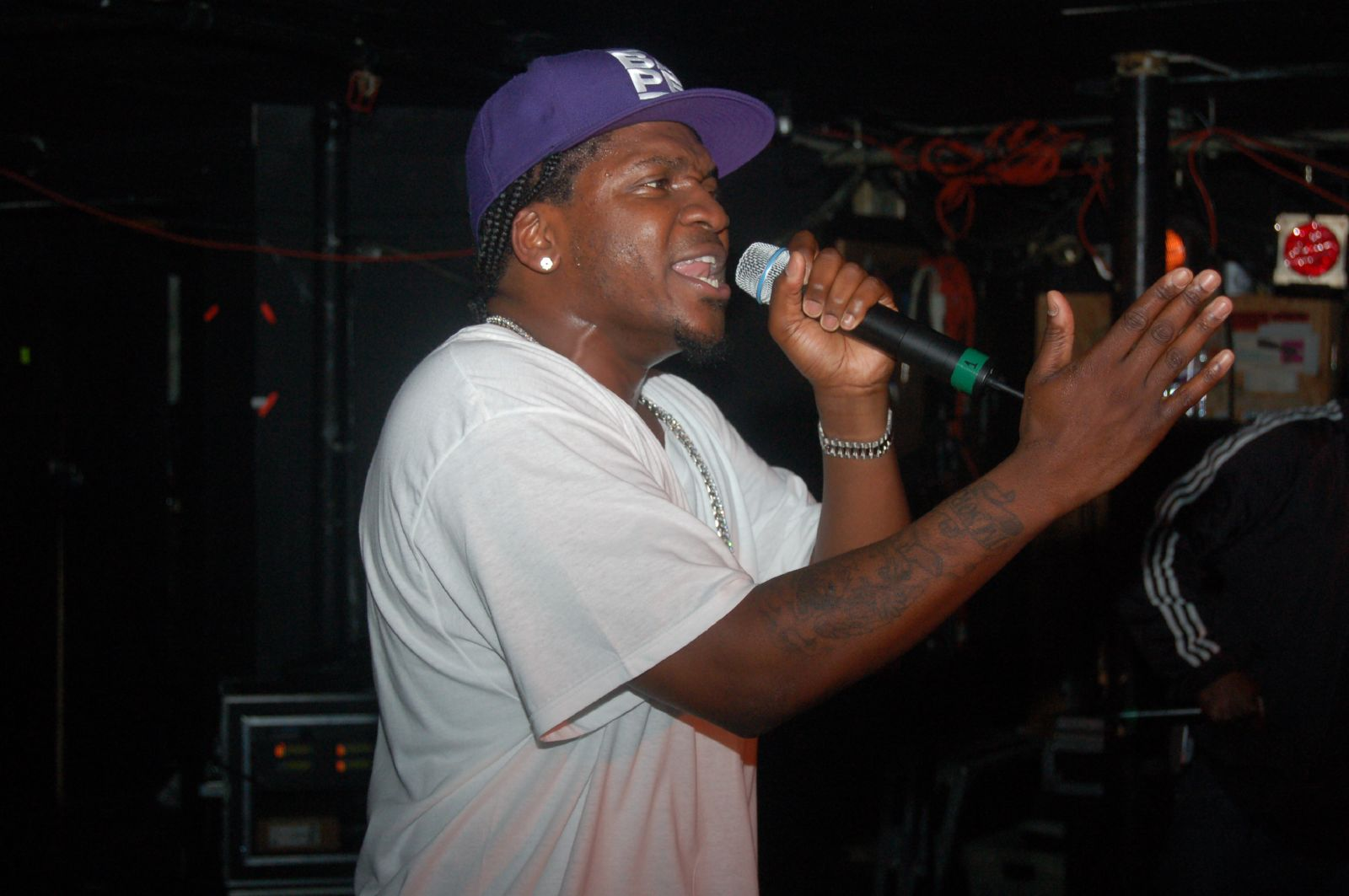
Pusha T en 2007.

Terrence LeVarr Thornton nait le 13 mai 1977 dans le borough du Bronx à New York,. Il déménage ensuite avec sa famille à Virginia Beach en Virginie où il grandit avec son frère, Gene,.
En 1992, Terrence et son frère Gene forment le groupe Clipse. Avec l'aide de Pharrell Williams, également originaire de Virginia Beach, le duo signe chez Elektra Records en 1997. Ils n'y sortiront qu'un seul album, Exclusive Audio Footage, en 1999. Pusha T multipie par la suite les collaborations, notamment avec Kelis (Good Stuff, 1999) ou Nivea (Run Away (I Wanna Be with U), 2001).
En 2004, il crée avec son frère le label Re-Up Records où ils forment le supergroupe Re-Up Gang (en) avec Ab-Liva et Sandman. En 2006, les Clipse sortent leur troisième album, plus commercial, Hell Hath No Fury, qui reçoit de bonnes critiques. Après la sortie de Til the Casket Drops en 2009, No Malice et Pusha T annoncent une pause pour le groupe, pour se focaliser sur leurs projets solos respectifs.

### 2010–2011: carrière en solo et signature sur GOOD Music
Pusha T signe sur le label de Kanye West, GOOD Music, en septembre 2010. Il apparait rapidement sur plusieurs titres d'artistes du label, comme le single à succès de Kanye West, Runaway, tiré de My Beautiful Dark Twisted Fantasy. Il est présent sur plusieurs titres des GOOD Fridays de Kanye West, des Monster Mondays de Swizz Beatz ou encore sur l'album H.F.M. 2 (Hunger for More 2) de Lloyd Banks. En décembre 2010, Thornton signe en exclusivité avec l'agence artistique NUE Agency. En février 2011, Funkmaster Flex diffuse sur la radio new-yorkaise Hot 97 sa première chanson en solo. My God, produite par Hit-Boy, est bien accueillie par le public. Mais la chanson est ensuite piratée et diffusée sur internet et n'est pas commercialisée sur iTunes et Amazon avant août 2011.
En mars 2011, il sort son premier projet solo, la mixtape Fear of God. Elle contient My God, des freestyles et autres inédits,. En août 2011, il est annoncé que Pusha T a signé un contrat d'enregistrement avec Def Jam Recordings.

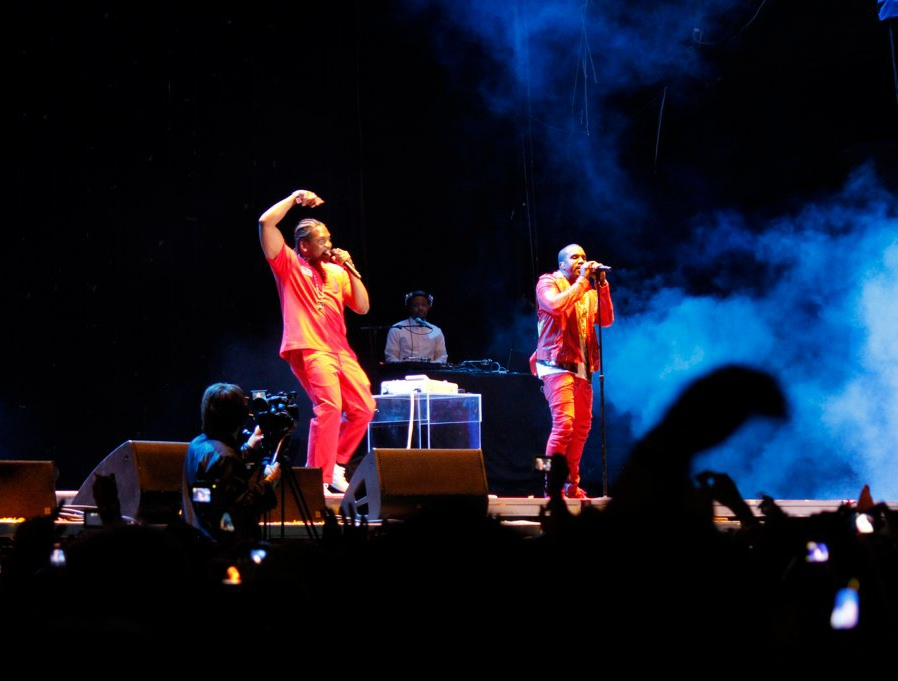
Pusha T (left) performing "Runaway" with West at Lollapalooza Chile in Santiago, 2011.

Il publie fin 2011, l'EP Fear of God II: Let Us Pray, initialement prévu pour juin 2011. Le premier single extrait est Trouble on My Mind avec Tyler, The Creator. Le second single, Amen, est produit par Shawty Redd et contient des couples de Kanye West et Young Jeezy. À sa sortie, l'EP Fear of God II: Let Us Pray se classe à la 66e place du Billboard 200 avec 8 900 exemplaires vendus la première semaine,. Il entre direcement à la 10e place du Top R&B/Hip-Hop Albums, 8e au Top Rap Albums et 25e du Top Digital Albums,.
En 2011, il apparait dans un épisode de la série télévisée How to Make It in America de HBO. Après la sortie de son EP, il commence à travailler sur son premier album studio solo, avec Kanye West à la production,,. Pusha T collabore avec la chanteuse britannique Pixie Lott sur le single de cette dernière, What Do You Take Me For?, sorti fin 2011 et qui connait un fort succès au Royaume-Uni.

### 2012–2014:My Name Is My Name
Comme d'autres artistes du label GOOD Music, Pusha T participe à la compilation Cruel Summer, sortie en septembre 2012, notamment sur le single Mercy, avec Kanye West, Big Sean et 2 Chainz. En mai 2012, Pusha T publie le titre Exodus 23:1, en collaboration avec The-Dream, présentée comme une diss track contre les artistes de Young Money, Drake et Lil Wayne. En octobre 2012, Pusha T apparait sur la bande originale du film L'Homme aux poings de fer de RZA, sur le morceau Tick Tock aux côtés de Raekwon, Joell Ortiz et Danny Brown.
En octobre 2012, Pusha T sort le titre Pain en duo avec Future, premier single de son premier album studio à venir annoncé pour 2013. Avant cela, il publie la mixtape Wrath of Cain en janvier 2013,
Son premier album studio, My Name Is My Name, sort en octobre 2013 et reçoit un très bon accueil des critiques. Il entre directement à la 4e place du Billboard 200 et s'écoule à 74 000 exemplaires pour sa première semaine. L'album est produit notamment par The Neptunes, The-Dream, Just Blaze, No I.D., Nottz ou encore Swizz Beatz. En 2013, Pusha T participe au Vice remix de la chanson I'll Be Gone de Linkin Park pour l'album Recharged.

### 2014–présent:King Push – Darkest Before DawnetDaytona
En novembre 2014, il publie le titre Lunch Money, produit par Kanye West et annoncé comme single de son prochain album studio,. En décembre 2014, il annonce que l'album, King Push, sortira au printemps 2015,.
Le 9 novembre 2015, il révèle au magazine Billboard qu'il a été nommé président du label GOOD Music fondé par Kanye West,. Il publie quelques jours plus tard un single intitulé Untouchable et produit par Timbaland. L'album King Push – Darkest Before Dawn: The Prelude, qui contient 10 titres, sort en décembre 2015 et est présenté comme un prélude à un prochain King Push.
En mai 2016, Pusha T publie sur Tidal un single annonçant l'album à venir, King Push, en duo avec Jay-Z.
En juin 2016, l'homme d'affaires Steve Stoute (en) révèle dans une interview que Pusha T a écrit le jingle I'm Lovin' It pour McDonald's, ce que l'artiste confirme peu après sur Twitter. Cependant, la paternité du jingle est remise en cause par des exécutifs et communicants de l'entreprise.
En 2017, il collabore avec Linkin Park pour l'album One More Light et avec Gorillaz sur l'album Humanz.
En avril 2018, Kanye West annonce sur Twitter que l'album King Push sortira le 25 mai 2018. Le 23 mai 2018, Pusha T annonce, également sur Twitter que le titre de son opus est finalement Daytona en déclarant : « J’ai changé le titre de l’album parce que selon moi il n’incarnait plus le message de cette œuvre. Daytona représente le fait que je dispose du luxe du temps. Ce luxe dont on ne dispose que lorsque l’on a confiance en ses capacités. Cet album est pour ma famille... goût haut de gamme, luxe, fans de ‘drug rap’. Pour tout vous dire, c’est le résultat de mes sessions de thérapie musicale ».

### Clash avec Drake
Depuis le début des années 2010, Drake et Pusha T s'envoient des piques par morceaux interposés, sans que ça aille trop loin et sans citer de nom. Cela vient de la rivalité entre les Clipse et Lil Wayne, qui était le mentor de Drake à ses débuts.
En 2016, dans le morceau Two Birds, One Stone issu de l'album More Life, Drake s'en prend à Kid Cudi et Pusha T. Dans ce morceau, il se moque de la santé mentale de Kid Cudi et remet en question le passé de dealer dont se vante Pusha-T.
Le 25 mai 2018 paraît Daytona, le 3e album solo de Pusha T. Dans cet album Pusha T s'en prend à Drake dans le morceau Infared en évoquant à son tour le ghostwritter, Quentin Miller, de Drake (« It was written like Nas but it came from Quentin », « Ça a été écrit comme Nas mais ça vient de Quentin » en français). Le lendemain Drake publie Duppy Freestyle, un morceau adressé à Pusha T dans lequel il s'en prend à sa famille et remet encore une fois en question le passé du rappeur de Virginie. Il conclut le morceau en disant qu'il enverra une facture à Kanye West, le propriétaire du label GOOD Music dont Pusha T est le président, car grâce à ce clash il offre une exposition inespérée à Pusha T. Pusha T lui demande donc sur Twitter cette fameuse facture, Drake publie dans la foulée une fausse facture sur Instagram dans laquelle il demande 100000$ pour « assistance promotionnelle et ravivement de carrière »,,.
Le 30 mai 2018, Pusha T publie sur Soundcloud The Story Of Adidon, sur le beat de The Story Of O.J. de Jay-Z, un clash d'une rare violence envers Drake. Il y évoque dedans l'enfant de Drake avec l'ancienne actrice pornographique française Sophie Brusseaux et reproche à Drake d'avoir abandonné cet enfant et de ne pas l'assumer. Il reproche à Drake de négliger son fils comme son propre père l'a fait. Il évoque à nouveau les ghostwritters qui écrivent ses textes. Il se moque également de la sclérose en plaques dont souffre son ami et producteur OVO40. Il utilise comme visuel pour sa chanson une photo de Drake arborant un blackface,,.

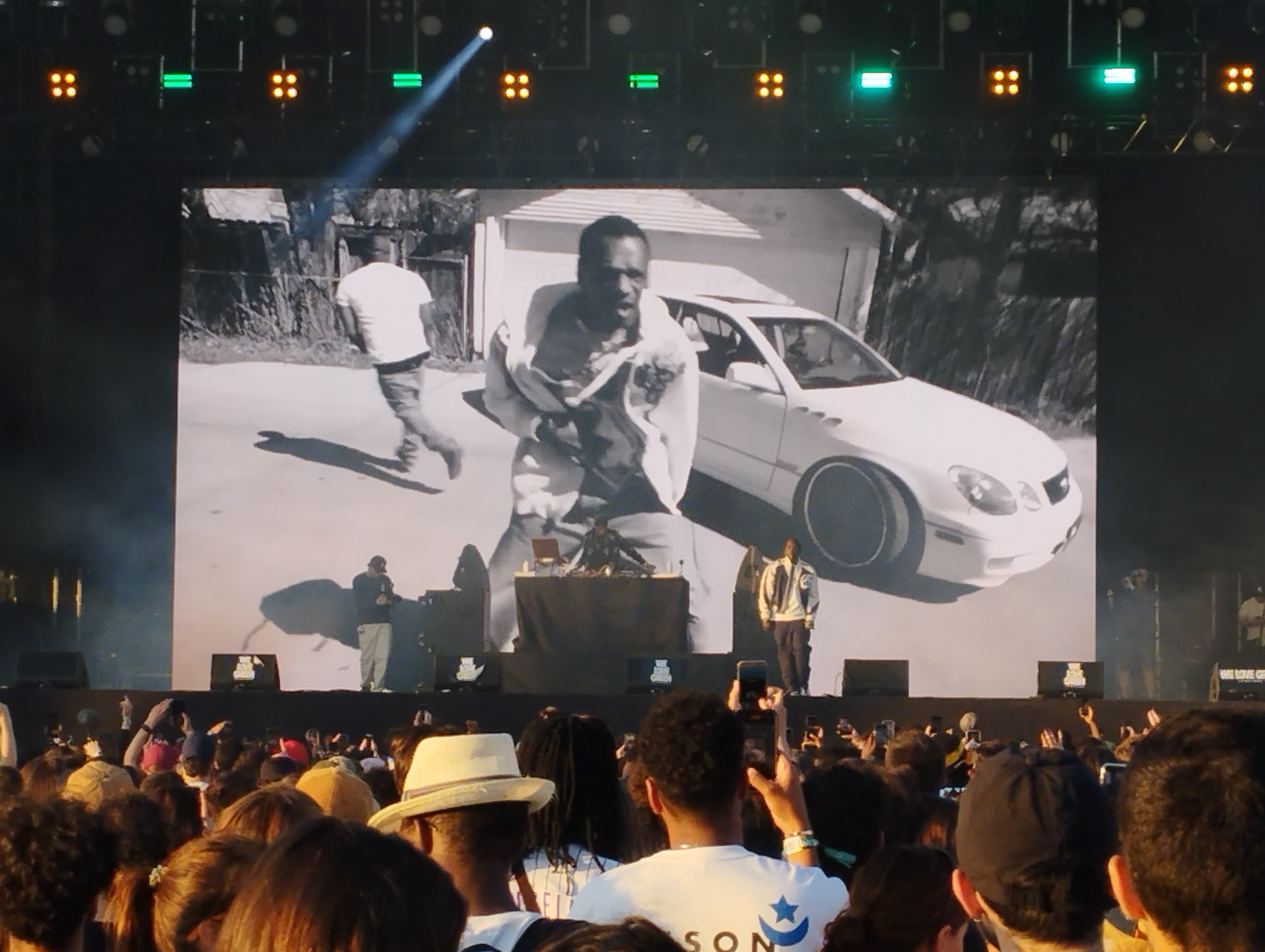
Pusha T en concert au festival We Love Green en juin 2023.

Un des proches de Drake, J Prince, président du label Rap-A-Lot Records, déclare que Drake ne répondra pas à Pusha T car cela pourrait nuire à son image et à sa carrière.
Ce clash permet à Pusha T de réaliser les meilleures ventes de sa carrière, il écoule en effet 77000 copies de son album et atteint la 2e place du Top Rap Albums alors que ses deux précédents albums s'étaient écoulés à 72000 et 45000 exemplaires. Pusha T ressort gagnant de ce clash de l'avis général, il déclare que pour lui cette histoire est finie, qu'il ne sait pas vraiment qui est gagnant et qu'il veut refaire de la musique normalement.

## Discographie

### Albums studio solo
- 2013 : My Name Is My Name
- 2015 : King Push – Darkest Before Dawn: The Prelude
- 2018 : Daytona
- 2022 : It's Almost Dry

### Autres projets solo
- 2011 : Fear of God (mixtape)
- 2011 : Fear of God II: Let Us Pray (EP)
- 2013 : Wrath of Caine (mixtape)

## Filmographie
Sauf indication contraire, les informations mentionnées dans cette section peuvent être confirmées par la base de données cinématographiques IMDb,  présente dans la section « Liens externes ».
- 2011 : How to Make It in America - saison 2, 1 épisode :